# Nevraphes ruthenus
Nevraphes ruthenus är en skalbaggsart som beskrevs av Machulka 1926. Nevraphes ruthenus ingår i släktet Nevraphes, och familjen glattbaggar. Arten är reproducerande i Sverige.